# Maurice Lachâtre
Maurice Lachâtre (Issoudun, 14 de outubro de 1814 - Paris, 9 de março de 1900), forma sincopada e pseudônimo de Maurice de la Châtre, foi um influente e importante intelectual, editor e escritor francês. Foi responsável pela enciclopédia Novo Dicionário Universal, e mais conhecido por sua relação com o Auto de fé de Barcelona, em 1861.

## Biografia
Filho do coronel Pierre Denis, barão de La Châtre, Maurice de La Châtre nasceu na comuna de Indre, mudou-se ainda novo para a capital francesa, então em grande efervescência cultural.
Em Paris torna-se um defensor intransigente da liberdade de expressão, do pensamento de vanguarda e em constante confronto com a Igreja e o regime de Napoleão III. Assim, é preso em 1857 por haver publicado a obra de Eugène Sue, Mystères du peuple (Mistérios do Povo), tendo ainda que pagar uma multa de 6 mil francos.
Tem nova condenação um ano mais tarde pelo regime de Napoléon le petit, pela publicação do Dicionário Universal Ilustrado a seis anos de reclusão mas foge para Barcelona a fim de escapar da perseguição absolutista.
Na Espanha logo se estabelece como livreiro, e ali vive até 1870. Importa as obras de Karl Marx e Engels e, ao trazer para aquele país 300 livros espíritas que encomendara a Allan Kardec, embora tendo cumprido todas exigências legais para tal, teve as obras apreendidas e pelo bispo Dom Antonio Palau y Termens, que as queima em praça pública num auto de fé, que passou para a história daquela crença como um marco da intolerância. A despeito disto, as obras passaram a chegar àquele país por diversas formas.
A 27 de janeiro de 1869 teve sua obra A História dos Papas, que publicara inicialmente em 1842-1843 em 10 volumes, que ser destruída a mando da Igreja.
Com a Comuna de Paris retorna à pátria e, junto a Félix Pyat, publica o jornal Vengeur mas, com a derrota da revolta popular e a brutal reação do governo, retorna à Espanha, onde se dedica ao Novo Dicionário Universal - a maior e mais completa enciclopédia até então publicada.